# Barilius ponticulus
Barilius ponticulus är en fiskart som först beskrevs av Smith, 1945.  Barilius ponticulus ingår i släktet Barilius och familjen karpfiskar. Inga underarter finns listade.